# Neotetracus sinensis
El gimnuro de China (Neotetracus sinensis) es una especie de mamífero erinaceomorfo de la familia Erinaceidae. Se distribuye por el sur de China (Sichuan y Yunnan) y zonas adyacentes de Birmania y el norte de Vietnam. Es la única especie del género Neotetracus.

## Subespecies
Se reconocen las siguientes subespecies:
- Neotetracus sinensis cuttingi
- Neotetracus sinensis fulvescens
- Neotetracus sinensis sinensis